# Мюллер, Томас (офицер)
Томас Мюллер (нем. Thomas Müller, 2 февраля 1902, Мюнхен — ?) — германский офицер, участник Второй мировой войны, в 1944—1945 годах — командир 9-й, 17-й, 27-й дивизий СС.
Член НСДАП с 10 апреля 1933 года (№ 3447996), член СС (№ 109770).
В июне-июле 1944 года командовал 9-й танковой дивизией СС, которая сражалась против британо-канадских войск в районе Кана и понесла тяжелые потери (за 2 недели под командованием Мюллера дивизия потеряла 1200 человек).
В сентябре 1944 года по личному приказу Гитлера Мюллер временно командовал 17-й моторизованной дивизией СС, замещая раненого командира дивизии Дайзенхофера.
В октябре 1944 года Мюллер в звании армейского полковника возглавил добровольческую бригаду, которая практически сразу получила статус дивизии — 27-я добровольческая пехотная дивизия СС «Лангемарк» (1-я фламандская). Во главе этой дивизии он участвовал в боях в Арденнах, позднее дивизия была переброшена на Восточный фронт в район реки Одер. В мае 1945 года Мюллер и большая часть дивизии сдались в плен советским войскам в районе Шверина.
Мюллер был жив очень долгое время, дата смерти неизвестна.

## Звания
- 15 января 1934 шарфюрер СС
- 5 июня 1934 труппфюрер СС
- 1 июля 1934 обертруппфюрер СС
- 9 ноября 1934 унтерштурмфюрер СС
- 1 июня 1935 оберштурмфюрер СС
- 9 ноября 1936 хауптштурмфюрер СС
- 31 октября 1939 штурмбаннфюрер СС
- 20 апреля 1942 оберштурмбаннфюрер СС
- 21 июня 1943 штандартенфюрер СС

## Служба в армии
- 1 июля 1934 по 1 октября 1934 — адъютант политберайтшафт «Мюнхен»
- 1 октября 1934 по 16 сентября 1935 — адъютант I/1/VT
- 16 сентября 1935 по март 1938 — адъютант I/ «Дойчланд»
- март 1938 по 9 сентября 1938 — в 3 штандарте VT
- 1 июня 1938 по 16 сентября 1938 — командир 4./«Дойчланд»
- 9 сентября 1938 по 29 июня 1939 — фюрер в полку СС «Дер Фюрер»
- 29 июня 1939 по 15 декабря 1941 — фюрер I/«Дер Фюрер»
- 15 декабря 1941 по 31 декабря 1942 — преподаватель по тактике в юнкерской школе СС «Радольфцелль»
- 31 декабря 1942 по 26 октября 1943 — командир 2 полка 9 дивизии СС
- 26 октября 1943 по 10 июня 1944 — командир 20 PzGr полка СС
- 11 июня 1944 по 15 июля 1944 mdF 9 дивизии СС
- 14 июля 1944 по 16 августа 1944 — на курсах при 12 дивизии СС
- 30 сентября 1944 по октябрь 1944 — командир (как mdF) 17 дивизии СС
- октябрь 1944 по 2 ноября 1944 — командир добрдивизии СС (позднее ставшей 25 гр дивизией СС «Хуньяди»)
- 2 ноября 1944 по 8 мая 1945 — командир 27 дивизии СС «Лангемарк»

## Награды
- Железный крест второго (1940) и первого (1940) классов
- пехштурмзнак в бронзе
- СА-спортзнак в бронзе
- импспортзнак в серебре